# チェロキー郡 (アイオワ州)
チェロキー郡 (英: Cherokee County) は、アメリカ合衆国アイオワ州に属する郡である。人口は13,035人（2000年）。郡庁所在地はチェロキーである。

## 地理
アメリカ合衆国統計局によると、この郡は総面積1,495km2 (577mi2) で、総面積の0.03%が水域となっている。

### 隣接する郡
- オブライエン郡 （北）
- ブエナビスタ郡 （東）
- アイダ郡 （南）
- ウッドベリー郡 （南西）
- プリマス郡 （西）

## 人口動勢
2000年国勢調査で、この郡は人口13,035人、5,378世帯、及び3,597家族が暮らしている。人口密度は9/km2 (23/mi2) である。4/km2 (10/mi2) の平均的な密度に5,850軒の住宅が建っている。この郡の人種的な構成は白人98.33%、アフリカン・アメリカン0.31%、先住民0.16%、アジア0.43%、その他の人種0.37%、及び混血0.40%である。ここの人口の0.95%はヒスパニックまたはラテン系である。
この郡内の住民は24.60%が18歳未満の未成年、18歳以上24歳以下が6.80%、25歳以上44歳以下が24.00%、45歳以上64歳以下が24.30%、及び65歳以上が20.40%にわたっている。中央値年齢は42歳である。女性100人ごとに対して男性は97.40人である。18歳以上の女性100人ごとに対して男性は92.70人である。
この郡の世帯ごとの平均的な収入は35,142米ドルであり、家族ごとの平均的な収入は42,897米ドルである。男性は29,612米ドルに対して女性は21,181米ドルの平均的な収入がある。この郡の一人当たりの収入 (per capita income) は17,934米ドルである。人口の7.30%及び家族の5.50%は貧困線以下である。全人口のうち18歳未満の9.70%及び65歳以上の5.70%は貧困線以下の生活を送っている。

## 都市及び町
| - チェロキー (Cherokee) - Aurelia - Cleghorn - Larrabee | - Marcus - Meriden - Quimby - Washta |

### 郡区
チェロキー郡は16の郡区に分割されている
- アフトン郡区
- アマースト郡区
- シダー郡区
- チェロキー郡区
- ダイヤモンド郡区
- グランドメドウ郡区
- リバティー郡区
- マーカス郡区
- パイロット郡区
- ピッチャー郡区
- ロック郡区
- シェリダン郡区
- シルバー郡区
- スプリング郡区
- ティルデン郡区
- ウィロウ郡区